# Nagyszekeres
Nagyszekeres è un comune dell'Ungheria di 543 abitanti (dati 2001). È situato nella contea di Szabolcs-Szatmár-Bereg.